# Hanau Hauptbahnhof
Hanau Hauptbahnhof ist unter den Bahnhöfen in Hanau der einzige Fernbahnhof. Zudem fahren ihn Regionalbahn, -Express und die S-Bahn Rhein-Main an.

## Geografische Lage
Hanau liegt im östlichen Rhein-Main-Gebiet. Die Lage von Hanau Hauptbahnhof ergab sich durch die Kreuzung der Bebra–Hanauer Eisenbahn mit der bereits bestehenden Bahnstrecke Frankfurt–Aschaffenburg und der anschließenden Weiterführung über die Steinheimer Mainbrücke, die den Fluss rechtwinklig queren musste. Der so gesetzte Zwangspunkt führte zu einer Lage des Bahnhofs weitab vom Hanauer Stadtzentrum. Noch heute ergibt sich daraus ein Problem für die Linienführung des ÖPNV in Hanau, der so zwei Zentren bedienen muss: Den Hauptbahnhof und den innerstädtischen Busknoten Freiheitsplatz.

## Technische Parameter
Der Kreuzungsbahnhof mit 11 Bahnsteiggleisen gehört zu den 86 Bahnhöfen (Stand 2020) der Preisklasse 2 der DB Station&Service.

## Geschichte

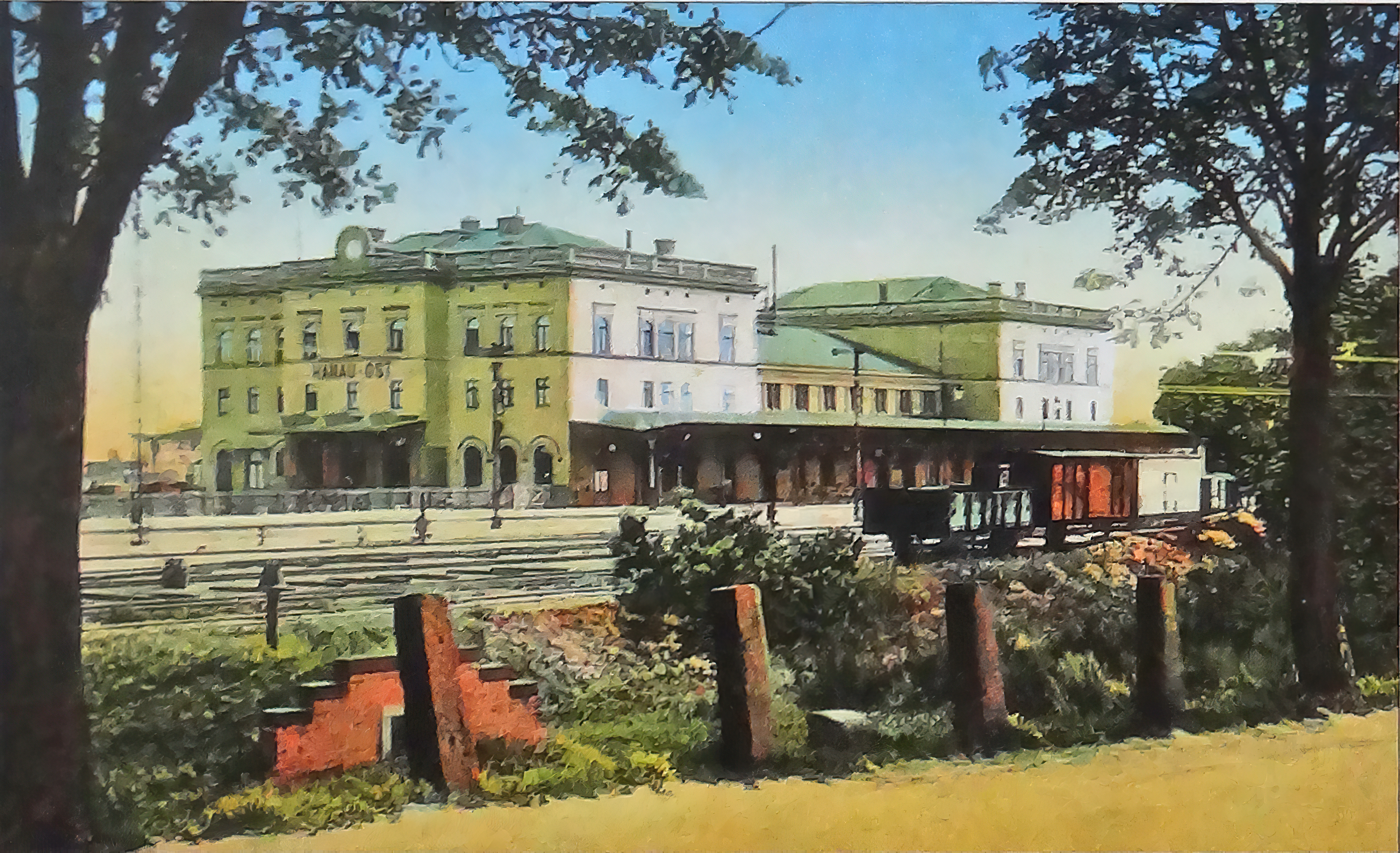
„Hanau Ost“, Südseite, mit den nach Bayern führenden Gleisen

Im Zuge des Baus der Strecke Bebra–Hanau wurde am Standort des heutigen Hanauer Hauptbahnhofs der vorläufige Endbahnhof Hanau Ost errichtet und am 1. Mai 1867 eröffnet. Funktionaler Vorgänger als Hauptbahnhof von Hanau war der 1848 eröffnete Bahnhof Hanau der Frankfurt-Hanauer Eisenbahn-Gesellschaft, der sich unmittelbar westlich der Innenstadt an der Stelle des heutigen Haltepunktes Hanau West befand.
Hanau Ost war der Verknüpfungsbahnhof zwischen der Bahnstrecke Frankfurt–Aschaffenburg und der Strecke von Bebra nach Offenbach und Frankfurt. 1905 ging die nördliche Verbindungsstrecke von Hanau West nach Hanau Nordseite in Betrieb. Gleichzeitig mit dem Bahnhof wurde das Bahnbetriebswerk Hanau Heideäcker errichtet.
Am 15. Mai 1927 wurde der Bahnhof „Hanau Ost“ in „Hanau Hbf.“ umbenannt.
Im Zweiten Weltkrieg war der Bahnhof, sein großes Gleisfeld, sein Güterbahnhof und das benachbarte Bahnbetriebswerk Hanau Angriffsziel von Luftangriffen der Alliierten: Erstmals am 1./2. April 1942 und folgend am 5. November 1944, am 10. November 1944 (2250 Mehrzweckbomben – mehr als 100 Tonnen – wurden abgeworfen, neun Lokomotiven, 15 Güterwagen und ein Lokomotivschuppen zerstört), am 11. Dezember 1944 (22 Tote im gesamten Stadtgebiet), am 12. Dezember 1944 (145 Tote im gesamten Stadtgebiet, darunter 18 Zwangsarbeiter), ein Ablenkungsangriff am 7. Januar 1945, der keine Schäden verursachte, und ein Angriff am 17. Februar 1945 (22,4 Tonnen Sprengbomben). Der Hauptbahnhof war auch eines der Ziele bei dem Luftangriff auf Hanau am 19. März 1945, wobei weitere Schäden entstanden.
Bis zum Ende des Zweiten Weltkriegs wurde der Bahnhof von der Hanauer Straßenbahn angefahren.
Zum Kriegsende (Ende April 1945) wurde Hanau Hauptbahnhof Ausgangspunkt für das Railway Operation Battalion (ROB) 759, das den Auftrag hatte, die „650 Meilen lange doppelgleisige Strecke vom Rhein zur Elbe“ (und einige Zweigstrecken) wieder betriebsfähig herzurichten. Am 2. Mai 1945 war die Strecke bis Erfurt wieder befahrbar. Untergebracht war die Einheit in Kasernen in Klein-Auheim. Noch im August 1945 fuhr auch wieder der erste zivile Güterzug Richtung Bayern, ein Nahgüterzug nach Würzburg.

## Empfangsgebäude

### Erstes Empfangsgebäude

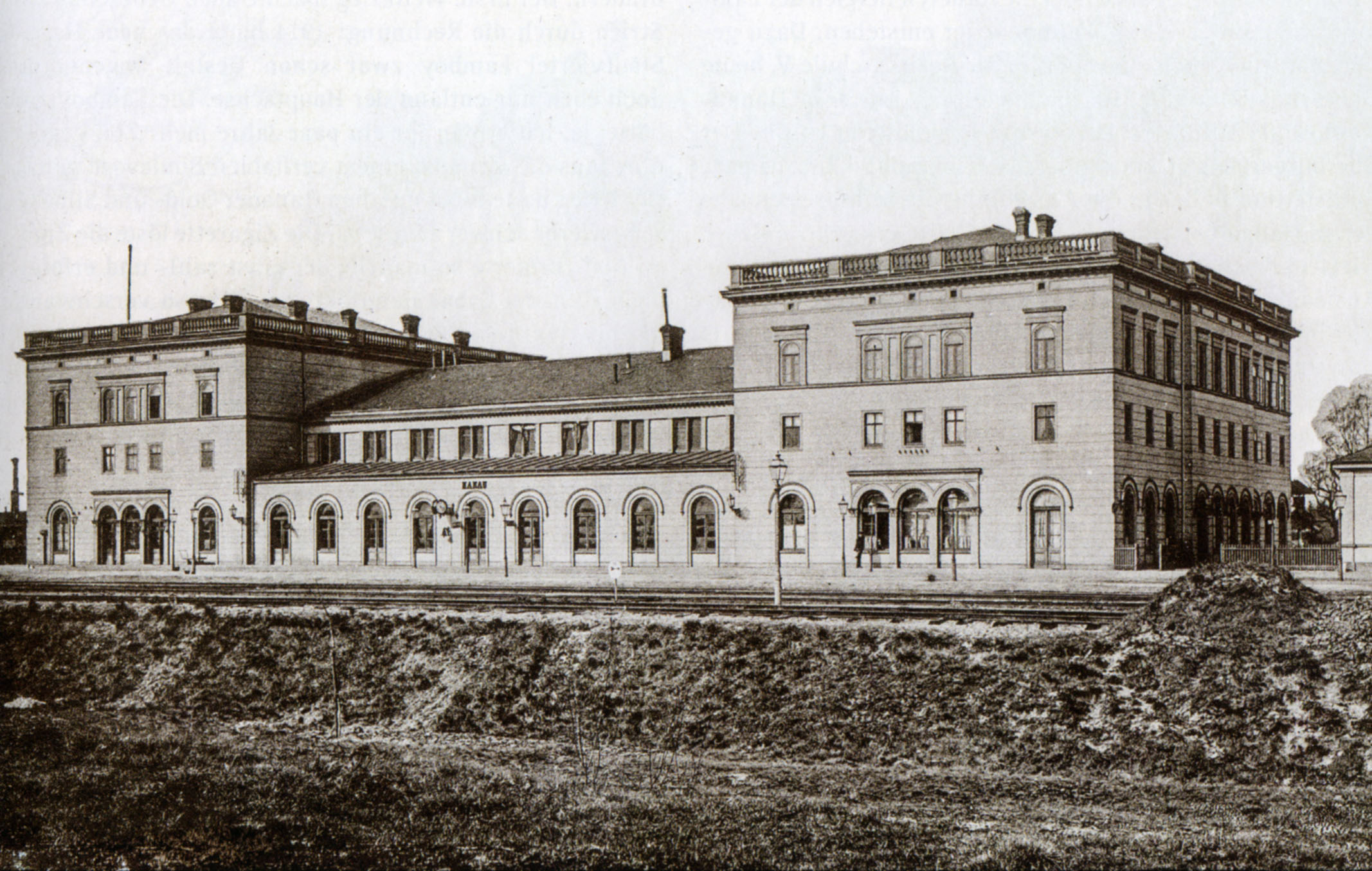
Das Empfangsgebäude Hanau Ost von Norden um die Zeit der Eröffnung (1867)

Hanau Ost erhielt 1867 ein Empfangsgebäude, das als Inselbahnhof zwischen der Strecke Richtung Bebra (nördliche Gleise) und der Strecke nach Aschaffenburg (südliche Gleise) errichtet wurde. Es bestand aus zwei dreigeschossigen Endbauten, die durch einen eineinhalbgeschossigen Zwischenbau verbunden waren. Für die Gestaltung wählte die Eisenbahnverwaltung die damals modernen Formen des Rundbogenstils mit Elementen der Neorenaissance. Straßenseitig erschloss das Gebäude eine Stichstraße, die von einem Brückenbauwerk, das die Gleise überspannte, zum Empfangsgebäude hinunterführte. Das Empfangsgebäude wurde im Zweiten Weltkrieg zu 70 % zerstört, nur provisorisch repariert und erst 1959 eine Planung für einen Neubau vorgestellt. Nach dessen Fertigstellung wurde es 1967 abgerissen.
Die ursprüngliche Situation als Inselbahnhof war noch lange an der Gleisnummerierung zu erkennen, die alte Straßenanbindung dient heute als Park-and-ride-Parkplatz.

### Zweites Empfangsgebäude

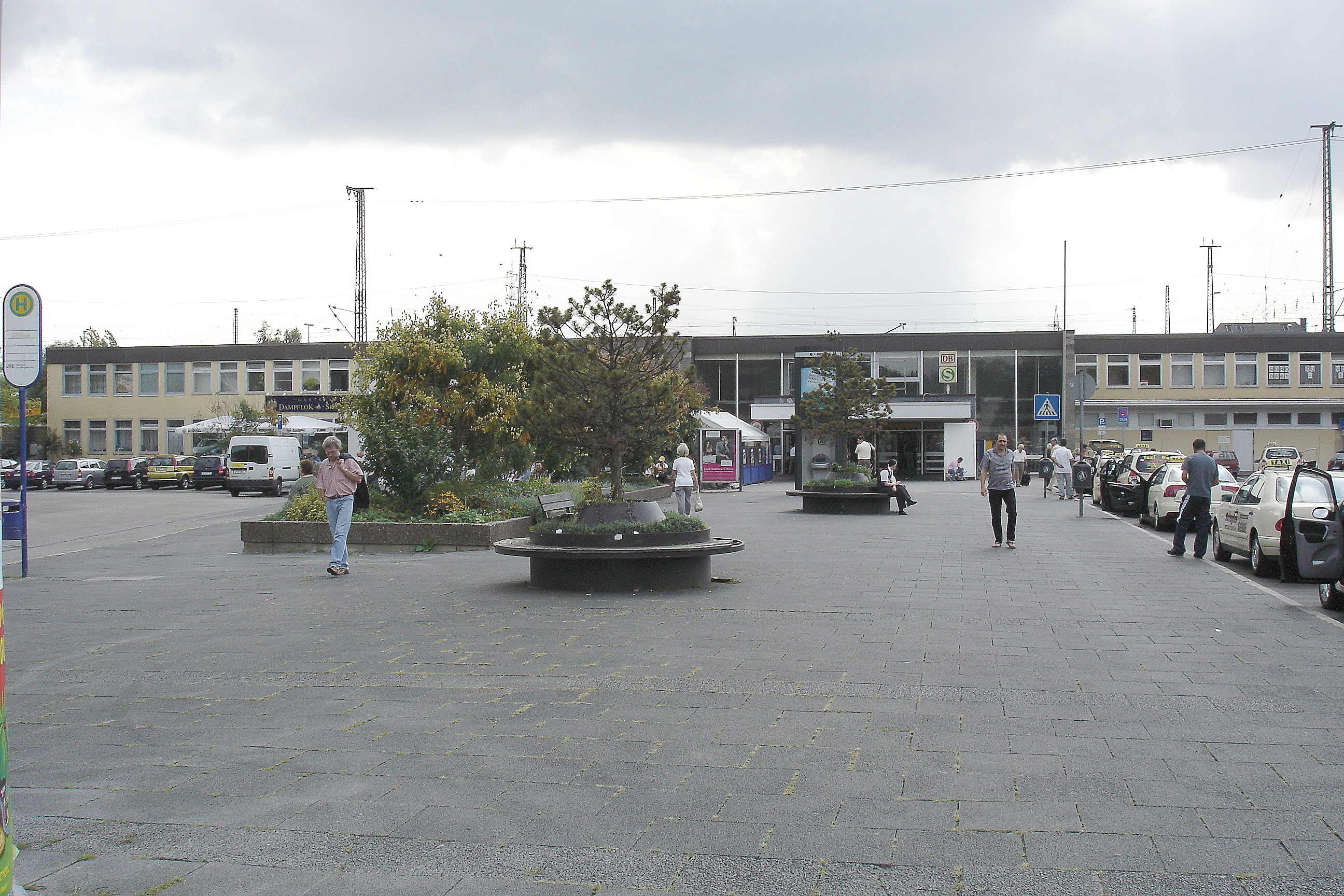
Empfangsgebäude von 1966

99 Jahre nach der Eröffnung des ersten wurde am 26. September 1966 das zweite Empfangsgebäude in Betrieb genommen. Die bestehende Fußgängerunterführung wurde für den Neubau nach Norden verlängert, wo das neue Empfangsgebäude in Seitenlage entstand. Das ermöglichte auch einen großzügigen Bahnhofsvorplatz. Die Fußbodenhöhe der Hauptebene des neuen Empfangsgebäudes wurde wesentlich von der Lage der bestehenden Fußgängerunterführung bestimmt. Da der Bahnhof teilweise in einem ehemaligen Flussbett des Mains errichtet wurde, gibt es immer wieder, besonders aber nach Gewitterregen, Probleme mit eindringendem Wasser.
Die Architektur des zweigeschossigen Gebäuderiegels ist anspruchslos und erhebt sich kaum über die höher gelegenen Gleisanlagen.
Der den Fahrgästen zugängliche Teil des Empfangsgebäudes wurde nach Aufgabe der Gepäck- und Expressgutbeförderung 1995 grundlegend umgestaltet und modernisiert.

## Anbindung

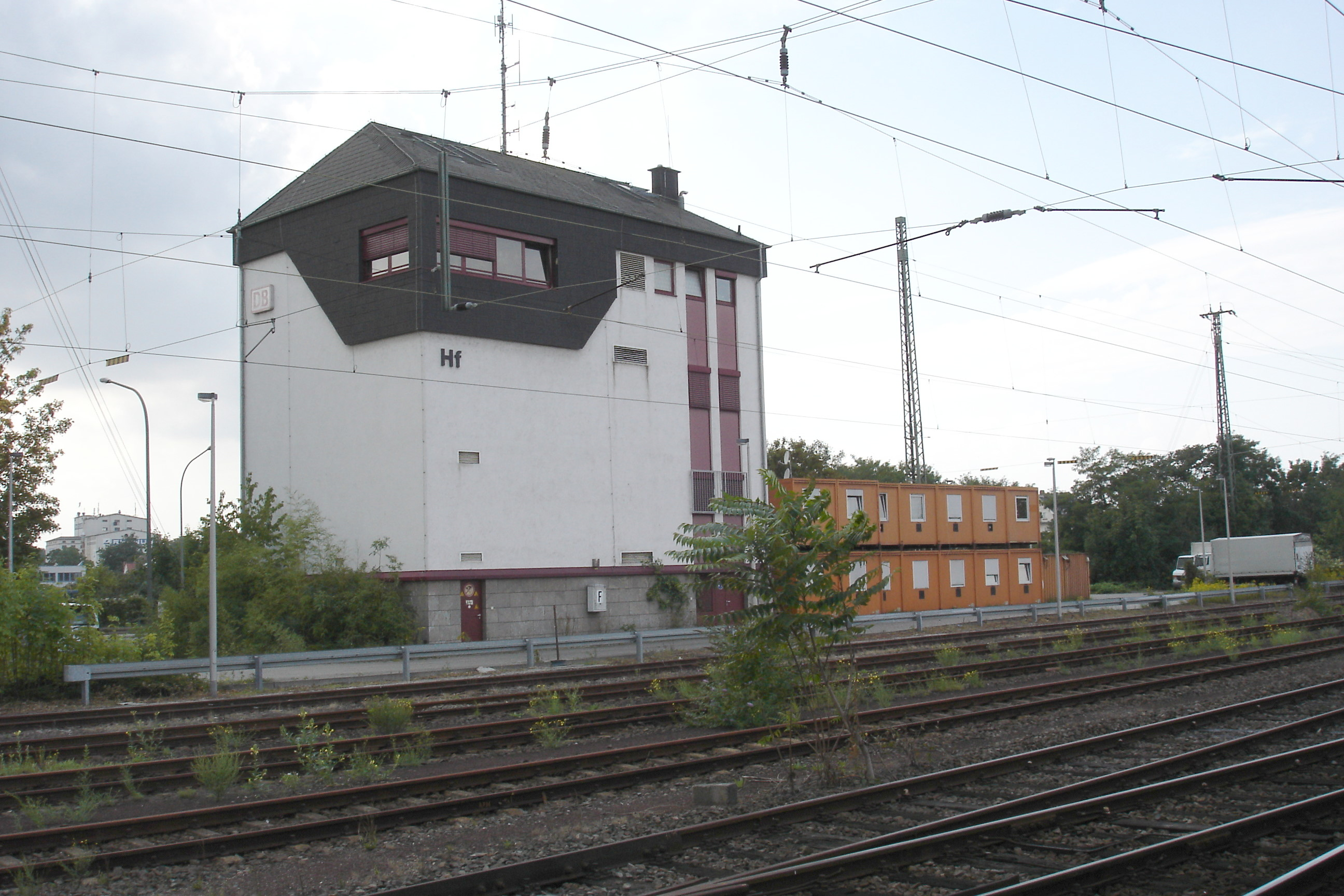
Stellwerk

Hanau ist ein zentraler Knotenpunkt im Eisenbahnnetz, dessen Bahnhof sechs Strecken verknüpft. Es treffen hier aufeinander die
- Bahnstrecke Frankfurt Süd–Aschaffenburg
  - südliche Richtung: Hanau–Aschaffenburg
  - westliche Richtung: Hanau–Maintal–Frankfurt Süd
- Bahnstrecke Frankfurt–Göttingen
  - östliche Richtung: Hanau–Fulda–Bebra–Göttingen
  - westliche Richtung: Hanau–Offenbach–Frankfurt
- Bahnstrecke Frankfurt Schlachthof–Hanau nach Frankfurt (S-Bahn)
- Bahnstrecke Friedberg–Hanau nach Friedberg
- Odenwaldbahn (Hanau–Groß-Umstadt Wiebelsbach–Eberbach)

## Gleise

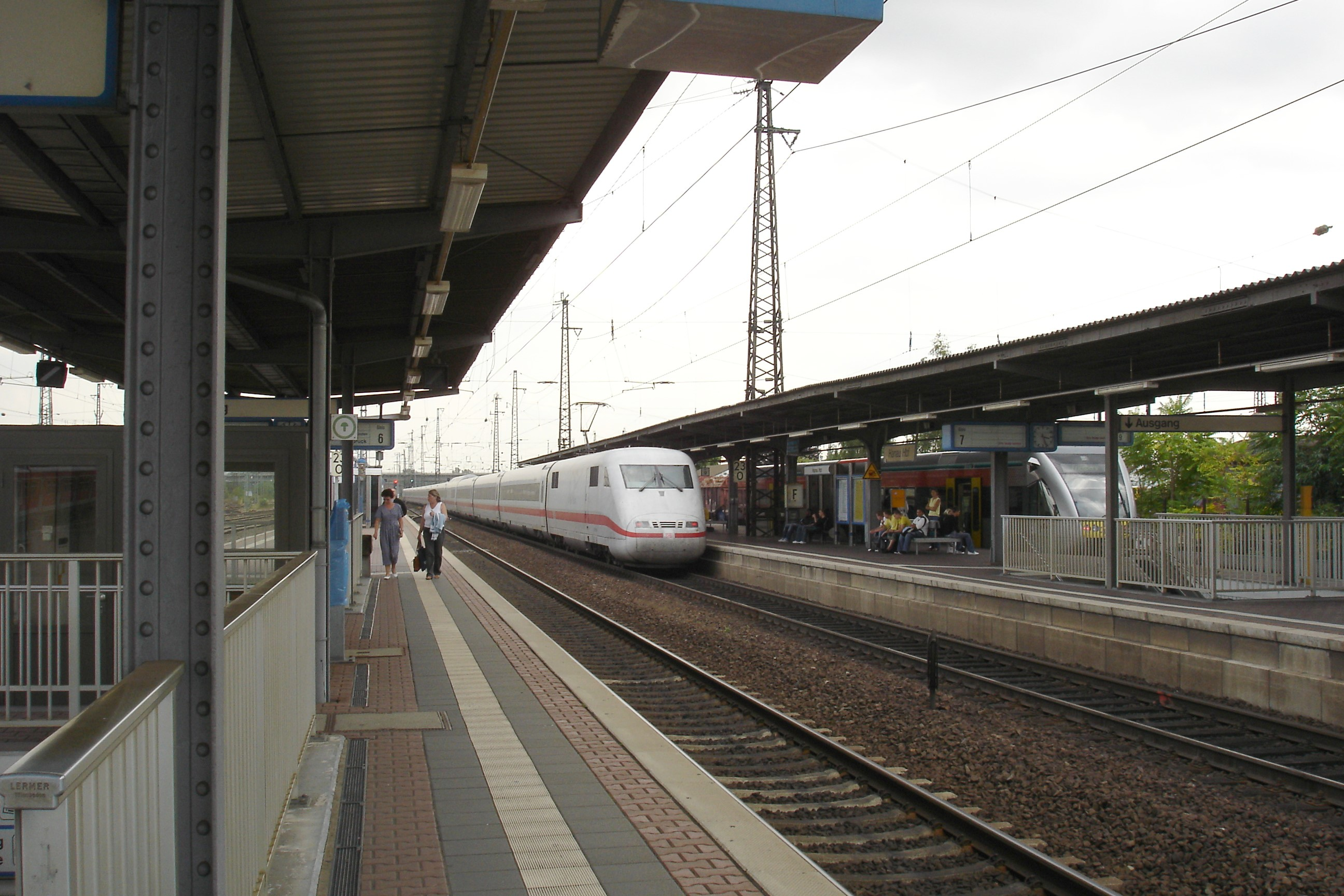
ICE-Ausfahrt

Der Hanauer Hauptbahnhof besitzt 11 Bahnsteiggleise: nördlich des alten Inselbahnhofs die Gleise 1–9 und südlich des alten Inselbahnhofs die Gleise 101–106.
- Die Gleise 1 und 2 dienen dem S-Bahn-Verkehr.
- Das Gleis 5 ist das Überholgleis der Kinzigtalbahn. Außerdem enden und beginnen hier die Züge, die nordmainisch zwischen Frankfurt und Hanau verkehren.
- Das Gleis 6 wird von Zügen in Richtung Frankfurt über die südmainische Strecke genutzt.
- Das Gleis 7 wird von Zügen in Richtung Fulda genutzt.
- Das Gleis 9 ist ein Kopfgleis, hier fahren die Züge von und nach Friedberg.
- Die Gleise 101 und 102 dienen dem Verkehr in Richtung Frankfurt über die nordmainische Strecke. Das Gleis 101 wird nur noch von einzelnen Zügen benutzt. Das Gleis 102 wird von den Regionalbahnen und Regional-Expressen benutzt.
- Das Gleis 103 dient sowohl den Regionalbahnen nach Aschaffenburg als auch den Regional-Expressen nach Würzburg.
- Das Gleis 104 wird von den Zügen in Richtung Schöllkrippen benutzt.
- Das Gleis 106 wird sowohl von den Zügen der Odenwaldbahn von und nach Erbach als auch von den Zügen der Kahlgrundbahn von und nach Schöllkrippen verwendet.

Für die nördliche und die südliche Gleisgruppe gibt es je ein Stellwerk. Aufgrund von Personalmangel verzeichnete das Stellwerk Hanau Südseite zwischen dem 11. August und dem 5. November 2023 Ausfälle von insgesamt 373 Stunden (15,5 Tage), in denen im Südteil des Bahnhofs keine Fahrten stattfinden konnten.

## Betrieb

### Fernverkehr

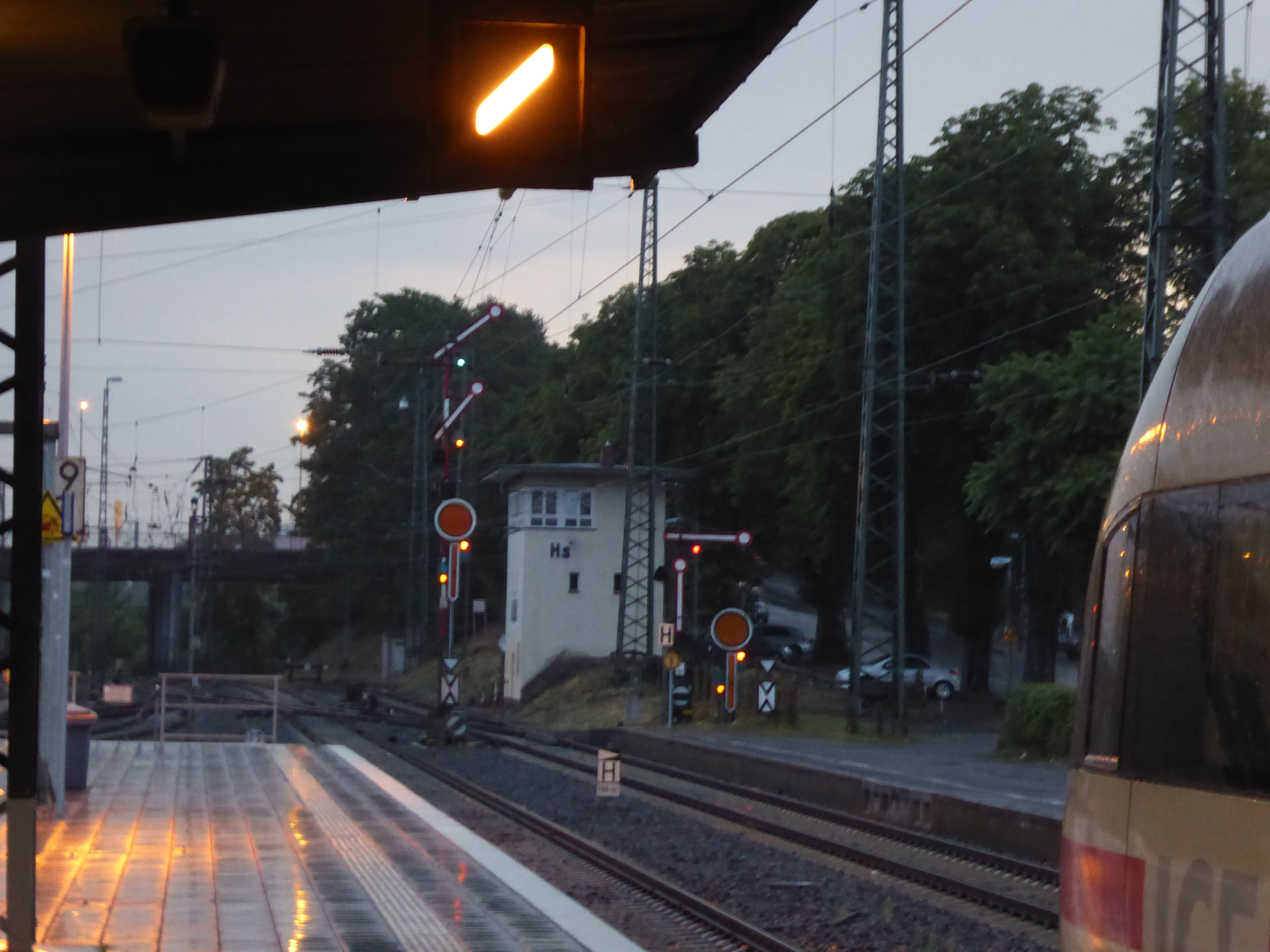
Ein ICE Richtung Frankfurt steht vor den Formsignalen auf der Südseite des Hauptbahnhofs Hanau. In der Abenddämmerung sind Nacht- und Tagzeichen zu erkennen.

Im Schienenpersonenfernverkehr ist die Stadt via Intercity-Express und Intercity mit einem großen Teil Deutschlands sowie einigen Städten im Ausland verbunden.
| Linie        | Strecke | Taktfrequenz                                                                    |
| ------------ | --- | ------------------------------------------------------------------------------- |
| ICE 12       | Berlin – Braunschweig – Hildesheim – Kassel-Wilhelmshöhe – Hanau – Frankfurt – Mannheim – Karlsruhe – Freiburg – Basel | Zweistundentakt                                                                 |
| ICE 13       | Berlin Ostbahnhof – Braunschweig – Kassel-Wilhelmshöhe – Fulda – Hanau – Frankfurt Süd – Frankfurt Flughafen | Zweistundentakt                                                                 |
| ICE 20       | Hamburg-Altona – Hannover – Kassel-Wilhelmshöhe – Fulda – Hanau – Frankfurt – Wiesbaden | einzelne Züge                                                                   |
| ICE 31 IC 31 | (Kiel –) Hamburg – Hamburg-Harburg – Bremen – Osnabrück – Münster – Dortmund – Hagen – Wuppertal – Solingen – Köln – Bonn – Koblenz – Mainz – Frankfurt Flughafen – Frankfurt – Hanau – Würzburg – Nürnberg – Passau/München                                                                           | einzelne ICE (Hamburg–Frankfurt/München), ein IC (Kiel/Fehmarn–Burg–Passau)     |
| ICE 41       | (Dortmund – Bochum – Essen – Duisburg – Düsseldorf) – Köln – Siegburg/Bonn – Montabaur – Limburg Süd – Frankfurt Flughafen – Frankfurt – Hanau – Aschaffenburg – Würzburg – Nürnberg – München | Ein Zugpaar täglich                                                             |
| ICE 91       | Hamburg – Hamburg-Harburg – Bremen – Osnabrück – Münster – Dortmund – Bochum – Essen – Duisburg – Köln – Bonn – Koblenz – Mainz – Frankfurt Flughafen – Frankfurt – Hanau – Würzburg – Nürnberg – Regensburg – Plattling – Passau – Wels – Linz – St. Pölten – Wien Meidling – Wien (– Wien Flughafen) | Zweistundentakt ein ICE von Wien über Solingen – Wuppertal – Hagen nach Hamburg |

### Nahverkehr

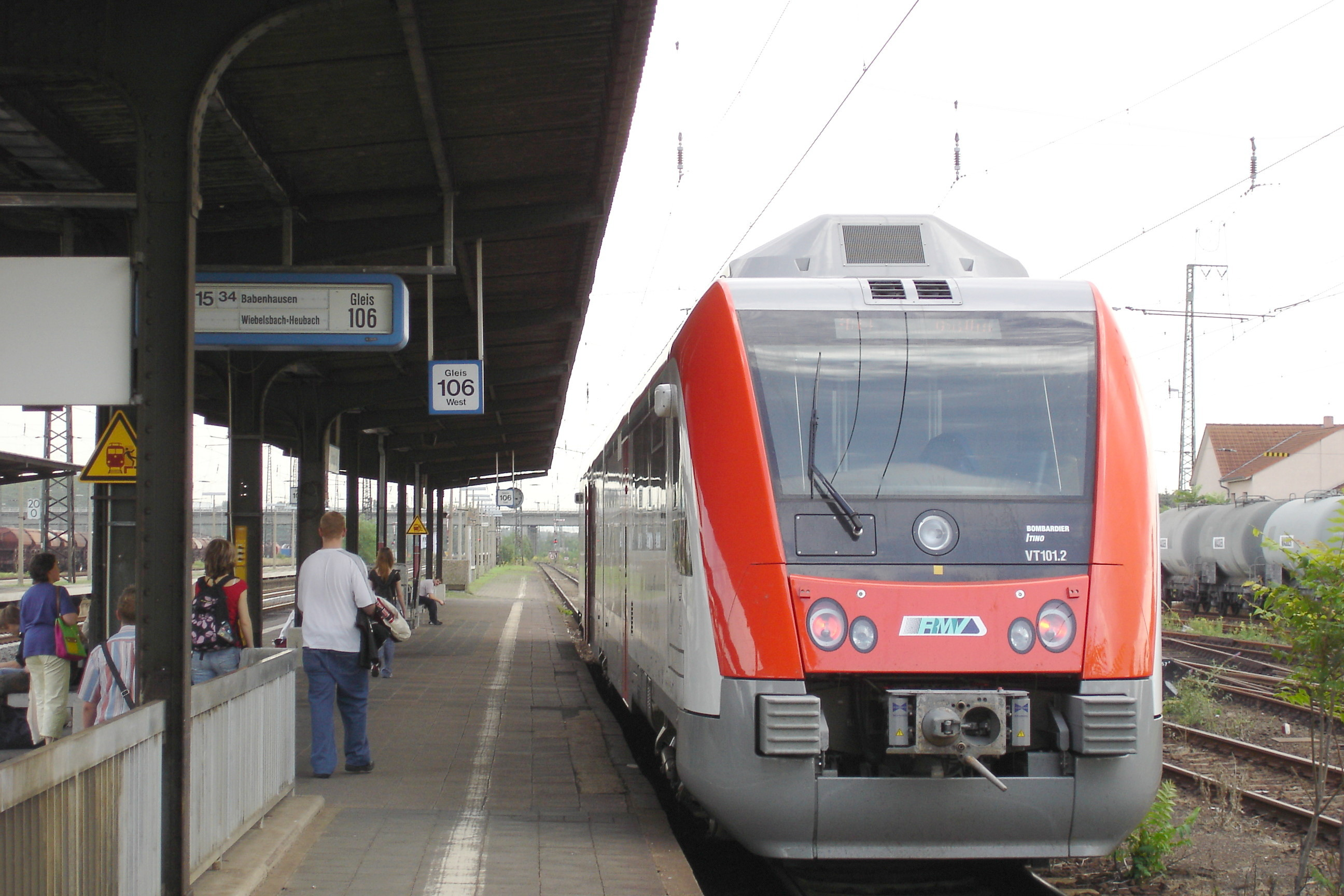
Zug der Odenwaldbahn wartet im Bahnhof

Hanau ist im Schienennahverkehr durch mehrere Regional-Express- und Regionalbahn-Linien mit dem Umland verbunden. Seit 1995 enden zudem die Linien S8 und S9 der S-Bahn Rhein-Main am Hauptbahnhof. Am Bahnhofsvorplatz befindet sich zudem eine zentrale Bushaltestelle.
| Linie | Verlauf | Takt | Betreiber       |
| ----- | --- | --- | --------------- |
| RE 5  | Kinzigtalbahn: Frankfurt (Main) Hbf – Frankfurt (Main) Süd – Hanau Hbf – Bad Soden-Salmünster – Schlüchtern – Fulda – Hünfeld – Bad Hersfeld – Bebra Stand: Fahrplanwechsel Dezember 2021 | einzelne Züge | DB Regio Mitte  |
| RB 49 | Gießen – Großen Linden – Lang Göns – Kirch Göns – Butzbach – Ostheim (b Butzbach) – Bad Nauheim – Friedberg (Hess) – Assenheim (Oberhess) – Nidderau – Ostheim (Kr Hanau) – Bruchköbel – Hanau Nord – Hanau Hbf Stand: Fahrplanwechsel Dezember 2021 | 60/120 min (Gießen–Friedb. wochentags) 30/60 min (Friedb.–Hanau wochentags) 120 min (Gießen–Friedb. Wochenende) 60 min (Friedb.–Hanau am Wochenende) | HLB Hessenbahn  |
| RE 50 | Kinzigtalbahn: Frankfurt (Main) Hbf – Frankfurt (Main) Süd – Offenbach (Main) Hbf – Hanau Hbf – Langenselbold – Gelnhausen – Wächtersbach – Bad Soden-Salmünster – Steinau (Straße) – Schlüchtern – Flieden – Neuhof (Kr Fulda) – Fulda (– Hünfeld – Bad Hersfeld – Bebra) (einzelne Züge) Stand: Fahrplanwechsel Dezember 2021 | 60 min (Verstärker zur HVZ) | DB Regio Mitte  |
| RB 51 | Kinzigtalbahn: Frankfurt (Main) Hbf – Frankfurt (Main) Süd – Offenbach (Main) Hbf – Hanau Hbf – Wolfgang (Kr Hanau) – Rodenbach (b Hanau) – Langenselbold – Niedermittlau – Hailer-Meerholz – Gelnhausen – Haitz-Höchst – Wirtheim – Wächtersbach (– Bad Soden-Salmünster) (nur zur HVZ) Stand: Fahrplanwechsel Dezember 2021 | 60 min 20/40 min (wochentags zur HVZ) | DB Regio Mitte  |
| RE 54 | Main-Spessart-Express: Frankfurt (Main) Hbf – Frankfurt (Main) Süd – Frankfurt Ost – Frankfurt-Mainkur – Maintal West – Maintal Ost – Hanau-Wilhelmsbad – Hanau West – Hanau Hbf – Kahl (Main) – Dettingen (Main) – Kleinostheim – Aschaffenburg Hbf – Heigenbrücken – Wiesthal – Partenstein – Lohr Bf – Langenprozelten – Gemünden (Main) – Karlstadt (Main) – Retzbach-Zellingen – Würzburg Hbf – Schweinfurt Hbf – Haßfurt – Bamberg Stand: Fahrplanwechsel Dezember 2021 | 120 min (mit Lücken zur HVZ) | DB Regio Bayern |
| RE 55 | Main-Spessart-Express: Frankfurt (Main) Hbf – Frankfurt (Main) Süd – Offenbach (Main) Hbf – Hanau Hbf – Kahl (Main) – Dettingen (Main) – Kleinostheim – Aschaffenburg Hbf – Heigenbrücken – Wiesthal – Partenstein – Lohr Bf – Langenprozelten – Gemünden (Main) – Karlstadt (Main) – Retzbach-Zellingen – Würzburg Hbf (– Schweinfurt Hbf – Haßfurt – Bamberg) Stand: Fahrplanwechsel Dezember 2021 | 120 min (Frankfurt–Würzburg; zus. Züge zur HVZ) einzelne Züge zur HVZ (Würzburg–Bamberg)                                                             | DB Regio Bayern |
| RB 56 | Kahlgrundbahn: Hanau Hbf – Großauheim (Kr Hanau) – Großkrotzenburg – Kahl (Main) – Alzenau – Schöllkrippen Stand: Fahrplanwechsel Dezember 2021 | 60 min | Westfrankenbahn |
| RB 58 | Rüsselsheim Opelwerk – Rüsselsheim – Frankfurt am Main Flughafen Fernbf / (Frankfurt (Main) Hbf –) (nur HVZ) Frankfurt (Main) Süd – Frankfurt Ost – Frankfurt-Mainkur – Maintal West – Maintal Ost – Hanau-Wilhelmsbad – Hanau West – Hanau Hbf – Großauheim (Kr Hanau) – Großkrotzenburg – Kahl (Main) – Dettingen (Main) – Rückersbacher Schlucht – Kleinostheim – Aschaffenburg Hbf – Hösbach – Laufach Stand: Fahrplanwechsel Dezember 2021 | 60 min 30 min (FF Süd–Hanau zur HVZ) | HLB Hessenbahn  |
| RE 59 | Frankfurt (Main) Flughafen Regionalbf – Frankfurt (Main) Süd – Frankfurt Ost – Maintal Ost – Hanau Hbf (– Kahl (Main) – Aschaffenburg Hbf) (einzelne Züge) Stand: Fahrplanwechsel Dezember 2021 | 120 min (wochentags) | HLB Hessenbahn  |
| RE 85 | Odenwaldbahn: Frankfurt (Main) Hbf – Frankfurt (Main) Süd – Offenbach (Main) Hbf / (Frankfurt (Main) Ost – Maintal Ost → Hanau West →) – Hanau Hbf – Hainburg-Hainstadt – Seligenstadt (Hess) – Babenhausen (Hess) – Groß-Umstadt Mitte – Groß-Umstadt Wiebelsbach – Höchst (Odenw) – Bad König – Michelstadt – Erbach (Odenw) Stand: Fahrplanwechsel Juni 2022 | 60 min (Frankfurt–Babenhausen) 120 min (Babenhausen–Erbach)                                                                                          | VIAS            |
| RB 86 | Odenwaldbahn: Hanau Hbf – Hanau-Klein Auheim – Hainburg-Hainstadt – Seligenstadt (Hess) – (Mainhausen-Zellhausen –) (zweistdl.) Babenhausen (Hess) – Babenhausen Langstadt – Groß-Umstadt Klein-Umstadt – Groß-Umstadt Mitte – Groß-Umstadt Wiebelsbach Stand: Fahrplanwechsel Juni 2022 | 60 min | VIAS            |
| S8    | Wiesbaden Hbf – Wiesbaden Ost – Mainz Nord – Mainz Hbf – Mainz Römisches Theater – Mainz-Gustavsburg – Mainz-Bischofsheim – Rüsselsheim Opelwerk – Rüsselsheim – Raunheim – Kelsterbach – Frankfurt am Main Flughafen Regionalbahnhof – Frankfurt (Main) Gateway Gardens – Frankfurt am Main Stadion – Frankfurt-Niederrad – Frankfurt (Main) Hbf tief – Frankfurt (Main) Taunusanlage – Frankfurt (Main) Hauptwache – Frankfurt (Main) Konstablerwache – Frankfurt (Main) Ostendstraße – Frankfurt (Main) Mühlberg – Offenbach-Kaiserlei – Offenbach Ledermuseum – Offenbach Marktplatz – Offenbach (Main) Ost – Mühlheim (Main) – Mühlheim (Main) Dietesheim – Steinheim (Main) – Hanau Hbf | 30 min (nur HVZ) | DB Regio Mitte  |
| S9    | Wiesbaden Hbf – Wiesbaden Ost – Mainz-Kastel – Mainz-Bischofsheim – Rüsselsheim Opelwerk – Rüsselsheim – Raunheim – Kelsterbach – Frankfurt am Main Flughafen Regionalbahnhof – Frankfurt (Main) Gateway Gardens – Frankfurt am Main Stadion – Frankfurt-Niederrad – Frankfurt (Main) Hbf tief – Frankfurt (Main) Taunusanlage – Frankfurt (Main) Hauptwache – Frankfurt (Main) Konstablerwache – Frankfurt (Main) Ostendstraße – Frankfurt (Main) Mühlberg – Offenbach-Kaiserlei – Offenbach Ledermuseum – Offenbach Marktplatz – Offenbach (Main) Ost – Mühlheim (Main) – Mühlheim (Main) Dietesheim – Steinheim (Main) – Hanau Hbf                                                         | 30 min | DB Regio Mitte  |

### Bus
| Linie | Linienweg                                                                                                |
| ----- | --- |
| 1     | Hauptbahnhof – Dunlop – Freiheitsplatz – Friedhof Kesselstadt                                            |
| 2     | Hauptbahnhof – Freiheitsplatz – Nordbahnhof – Lärchenweg                                                 |
| 5     | Hauptbahnhof – Marktplatz – Westbahnhof – Königsberger Straße                                            |
| 7     | Bruchwiesenweg – Hauptbahnhof/Auheimer Straße – Freiheitsplatz – Hohe Landesschule                       |
| 8     | Hauptbahnhof – Dunlop – Bruchwiesenweg                                                                   |
| 11    | Steinheim Rondo – Steinheim S-Bahnhof – Hauptbahnhof/Auheimer Straße – Technologiepark Ost               |
| 20    | Hauptbahnhof – Dunlop – Kiefernweg                                                                       |
| X57   | Hauptbahnhof – Freiheitsplatz – Maintal-Dörnigheim – Frankfurt Enkheim U                                 |
| X64   | Freiheitsplatz – Hauptbahnhof – Obertshausen – Heusenstamm Bahnhof                                       |
| OF-87 | Hauptbahnhof – Klein-Auheim – Hainstadt – Klein Kotzenburg Ostring                                       |
| X93   | Hauptbahnhof – Dunlop – Rückingen – Langendiebach – Ravolzhausen Unterfeld                               |
| X94   | Hauptbahnhof – Dunlop – Rückingen – Langendiebach – Ravolzhausen – Rüdigheim Rathausstraße               |
| 566   | Freiheitsplatz – Klinikum – Hauptbahnhof/Auheimer Straße – Großauheim – Großkrotzenburg (– Kahl Bahnhof) |

### Veränderungen
Zum Fahrplanwechsel 2005/2006 wurde Hanau von der ICE-Verbindung Ruhrgebiet–Rhein/Main–Nürnberg/München, die von der neuen ICE-3-Generation befahren wird, größtenteils abgekoppelt. Die Begründung – laut Deutscher Bahn – war nicht die mangelnde Wirtschaftlichkeit, sondern bauliche Bedingungen. Da am Bahnhof erst ein Umbau erfolgt war und die Deutsche Bahn ihre Entscheidung nicht mit den zuständigen Behörden absprach, brachte ihr das harsche Kritik seitens der Stadtverwaltung und der Politik ein.
Ein Fortschritt hingegen war die Modernisierung der Odenwaldbahn (RMV-Linie 64), die die Anzahl der Züge auf der Achse Odenwald–Frankfurt am Main deutlich steigerte und in weiteren Schritten steigern wird.
Im Zuge des Fahrplanwechsels 2006/2007 erhielt der Hanauer Hauptbahnhof eine Vielzahl neuer Fernverkehrsverbindungen:
- stündliche ICE-Anbindungen nach Berlin (bisher alle 2 Stunden),
- in der Gegenrichtung jede Stunde abwechselnd in die Schweiz oder nach München eine ICE-Anbindung
- einzelne zusätzliche IC-Verbindungen, unter anderem nach Berlin und Halle an der Saale
- Halt größtenteils aller ICE-, IC- und EC-Züge der Achse (Hamburg-Bremen-)Ruhrgebiet–Köln–Bonn-Frankfurt–Hanau–Nürnberg (im Zweistundentakt) und teilweisen Verlängerungen Richtung Passau–Wien–Budapest (zwei EC-Zugpaare) oder Mittenwald–Seefeld in Tirol (IC-Zugpaar 328/329).

Von Dezember 2016 bis Mai 2017 hielt der private Fernzug Locomore regulär in Hanau Hbf. Ab dem 18. Juni 2021 hielt bis zu vier Mal wöchentlich in Hanau Hbf ein Zugpaar der Linie FLX 25 des Betreibers Flixtrain, das tagsüber zwischen München und Frankfurt über Augsburg und Würzburg unterwegs war. Zum Einsatz kamen normale Großraumwagen, die auch auf den sonstigen Tagesverbindungen eingesetzt werden. Die Verbindung wurde zwischenzeitlich wieder eingestellt.
Seit dem Fahrplanwechsel im Dezember 2017 hat Hanau seine ICE-Direktverbindung nach Stuttgart verloren, da die ICE-Linie 11 Hanau nunmehr ohne Halt passiert.

## Planungen

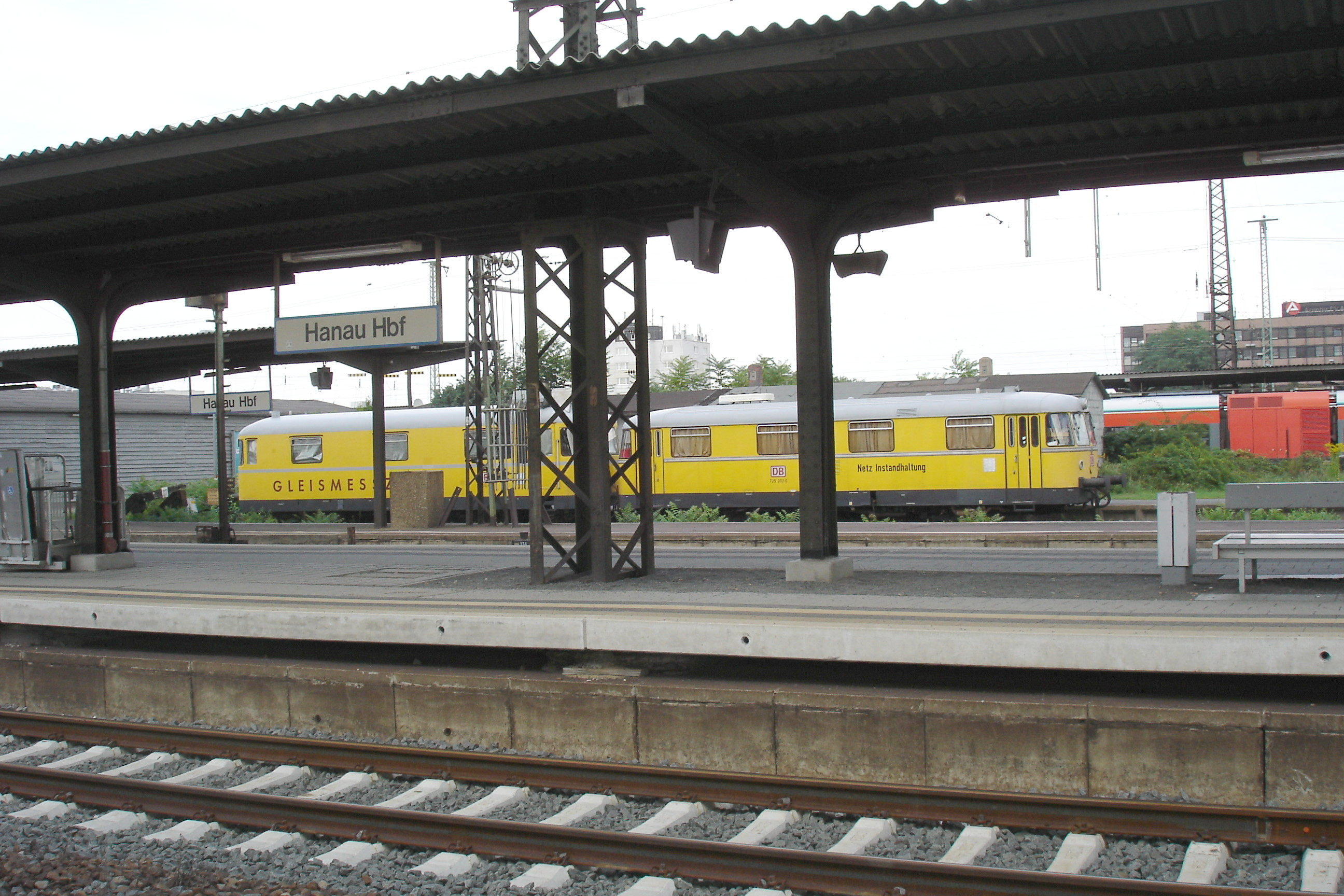
Bahndiensttriebwagen 725/726 002, oft auf einem Nebengleis abgestellt

Eine Nordmainische S-Bahn soll vom Frankfurter Innenstadttunnel und dem Frankfurter Ostbahnhof kommend bis Hanau Hauptbahnhof geführt werden. Vorbereitende Arbeiten dafür haben begonnen. Da mit diesem Ausbau künftig deutlich mehr Züge in Hanau enden sollen als bisher, soll die Anzahl der Gleise erhöht werden. Der Standard-Bahnsteig der S-Bahn-Gleise 1 und 2 soll für ein Gleis 1a eine dritte Bahnsteigkante als Zungenbahnsteig erhalten.
Der Bahnsteig an den Gleisen 5 und 6 soll in der Hauptverkehrszeit ebenfalls für die Nordmainische S-Bahn zur Verfügung stehen. Im Gegenzug wird der Bahnsteig von Gleis 7 durch ein neues, durchgehendes Gleis 8 zu einem Inselbahnsteig für den Regional- und Fernverkehr umgebaut. Ein neues Eingangstor soll zudem gebaut werden.
Am Bahnsteig des von Regionalzügen genutzten Gleises 101 entsteht mit dem Stumpfgleis 100 eine weitere Bahnsteigkante im Bereich des heutigen Gleises 117. Die Bahnsteige 5/6, 7/8 und 100/101 sollen je einen Aufzug bekommen. Zudem soll der Bahnhof grundlegend modernisiert und optisch verschönert werden.
Im dritten Gutachterentwurf des Deutschlandtakts ist ein Überwerfungsbauwerk im Ostkopf des Bahnhofs unterstellt. Dafür waren, zum Preisstand von 2015, Investitionen von 91 Millionen Euro erforderlich. Das Projekt wurde im September 2024 öffentlich an den Ortsbeiräten präsentiert.
Die erste Abrissphase der Bahnhofhochbrücke wurde im Januar 2025 abgeschlossen.

## Unfälle
- Am 14. November 1884 fuhr bei Hanau ein Personenzug auf einen Güterzug auf. Ein aus der Gegenrichtung kommender zweiter Güterzug fuhr in die Trümmer. 22 Personen starben bei dem Unfall, 26 wurden verletzt.

- Bereits am folgenden Tag, dem 15. November 1884, wurde der gemischte Zug Gmp 718 von Friedland durch eine falsch gestellte Weiche im Bahnhof auf das Verbindungsgleis zur Südseite des Bahnhofs geleitet, wo er auf einen weiteren Güterzug auffuhr. Fünf Verletzte waren die Folge.[28]
- Am 8. November 1900 stießen zwischen Mühlheim am Main und Offenbach Hauptbahnhof der D 42 und ein Personenzug zusammen. Zwölf Menschen starben, vier weitere wurden verletzt. In der Literatur wird der Unfall des Öfteren ungenau und unzutreffend als „bei Hanau“ geschehen bezeichnet.

- Am 27. April 1954 überfuhr ein von der Odenwaldbahn kommender Personenzug nach der Ausfahrt aus dem Hanauer Hauptbahnhof ein „Halt“ zeigendes Signal und fuhr dem aus der Gegenrichtung kommenden „Skandinavien-Express“ in die Flanke. Vier Menschen starben, 97 wurden verletzt.